# Raymond Ablack
Raymond Ablack (nacido el 12 de noviembre de 1989 en Toronto, Canadá) es un actor  y comediante canadiense. Empezó su carrera como actor infantil para comerciales de televisión y de teatro. Más tarde ganó reconocimiento internacional por interpretar a Sav Bhandari en el drama adolescente Degrassi: The Next Generation (2007-2011).
De 2014 a 2017, estuvo en la serie web Teenagers, por la que ganó un Premio Serie Indie en 2016. Es también conocido por sus papeles secundarios en las series Narcos (2017), Ginny & Georgia (2021) y Maid (2021).

## Primeros años
Ablack nació y fue criado por padres indo-guyaneses en Toronto, Ontario, Canadá. Vivió en Whitby y más tarde en Scarborough. Tiene una hermana, Rebecca Ablack, quien también tuvo un papel en Ginny & Georgia.
Jugó hockey por más de 15 años mientras era estudiante, y tiene cinturón negro de primer grado en Gōjū Ryū, Kobudō y Jiu-Jitsu. Estudió psicología, obtuvo un B. A. (de 4 años) en Radio y Televisión con la asignatura secundaria de Inglés en la Universidad de Ryerson y completó una especialidad de 4 años en música coral en la Academia de Arte  Cardinal Carter. También estudió Comedia de Monólogo e Improvisación en la escuela de comedia The Second City de Toronto y trabajó como interno en Epitome Pictures.

## Carrera
Como actor infantil, Ablack apareció en comerciales televisivos. A principios de las década de 2000 fue el Joven Simba en la producción de teatro de El Rey León en el Teatro Princesa de Gales de Toronto; papel que tuvo por un año.
En 2007, logró fama internacional por su papel de Sav Bhandari en la serie televisiva canadiense Degrassi: The Next Generation (2007-2011). Durante ese tiempo apareció en un episodio de Life with Derek (en 2009).

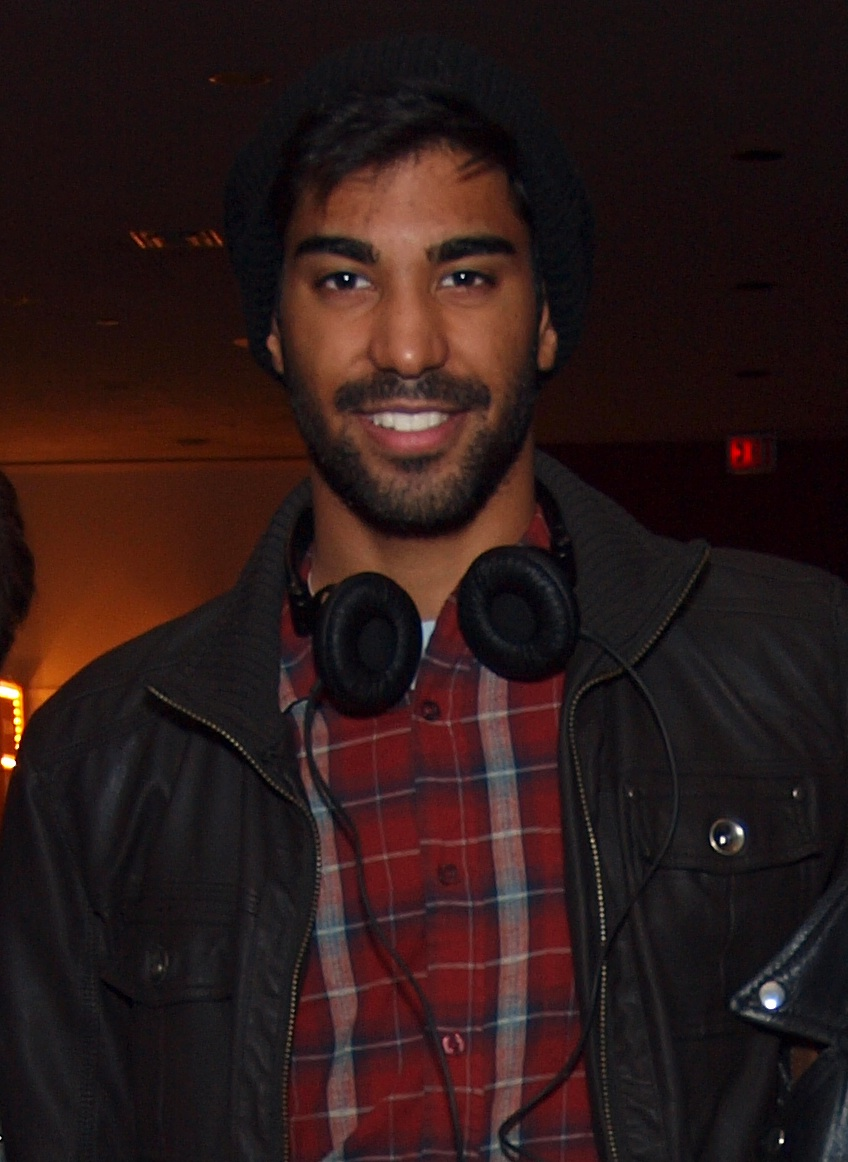
Ablack los Premios Gemini de 2016.

Su primer papel en un largometraje fue en la película independiente Fondi '91 (2013), que recibió críticas mixtas. De 2014 a 2017, Ablack interpretó a Gabriel en la serie web Teenagers, lo que valió un Premio Serie Indie en 2016 por Mejor Actor Secundario - Drama. Interpretó al agente de la DEA apellido Stoddard en la tercera temporada de la serie de Netflix aclamada por la crítica, Narcos (2017-actualidad), y también fue un papel recurrente en la serie de Netflix aclamada por la crítica, Maid. En el medio, coescribió y actuó en un corto de 6 minutos llamado Inside the Actor's Cult (2020), que ganó premios en el Festival de Filmes Cortos de Canadá.

## Filmografía

### Películas
| Año  | Título                   | Función          | Notas                       |
| ---- | ------------------------ | ---------------- | --------------------------- |
| 2009 | Degrassi Goes Hollywood  | Sav Bhandari     | Película para la televisión |
| 2010 | Degrassi Takes Manhattan | Sav Bhandari     | Película para la televisión |
| 2013 | Fondi '91                | Anil             |                             |
| 2015 | Beeba Chicos             | Grewal Gangster  |                             |
| 2017 | Cenizas                  | Jay              |                             |
| 2018 | Acqauinted               | Alex             |                             |
| 2019 | Buffaloed                | Prakash          |                             |
| 2021 | The Wedding Ring         | Anthony Prentice | Película para la televisión |

### Series
| Año       | Título                        | Función       | Notas                                                                     |
| --------- | ----------------------------- | ------------- | ------------------------------------------------------------------------- |
| 2007-2011 | Degrassi: The Next Generation | Sav Bhandari  | 118 episodios; donde interpretó para su banda sonora                      |
| 2009      | Life with Derek               | Kevin         | Episodio: "La última oportunidad de Truman"                               |
| 2011      | El mundo de Indie             | Raj           | Episodio: "Cómo engañar a un engañoso engañador"                          |
| 2013-2016 | Orphan Black                  | Raj Singh     | 4 episodios                                                               |
| 2014-2017 | Teenagers                     | Gabriel       | Serie web; 20 episodios                                                   |
| 2015      | Defiance                      | Samir Pandey  | 6 episodios                                                               |
| 2016      | Degrassi: Next Class          | Sav Bhandari  | 2 episodios                                                               |
| 2016      | Annedroids                    | Dave          | Episodio: "Abuela biónica"                                                |
| 2016-2018 | Shadowhunters                 | Raj           | Recurrente (temporadas 1-2), 6 episodios Huésped (estación 3), 1 episodio |
| 2017      | Ransom                        | Piers Allard  | Episodio: "Joe"                                                           |
| 2017      | The Kennedys: After Camelot   | Sirhan Sirhan | Episodio: "Vínculos Familiares"; acreditado como "Ray Ablack"             |
| 2017      | Narcos                        | Stoddard      | 5 episodios                                                               |
| 2019      | Burden of Truth               | Sunil Doshi   | 4 episodios                                                               |
| 2020      | Nurses                        | Kabir Pavan   | 2 episodios                                                               |
| 2021      | Ginny & Georgia               | Joe           | Reparto principal; 10 episodios                                           |
| 2021      | Maid                          | Nate          | Recurrente; 5 episodios                                                   |

## Premios y nominaciones
| Año  | Premio                                                     | Categoría                                                               | Producción              | Resultado |
| ---- | ---------------------------------------------------------- | ----------------------------------------------------------------------- | ----------------------- | --------- |
| 2016 | Premios Serie indie                                        | Mejor Actor Secundario - Drama                                          | Teenagers               | Ganador   |
| 2017 | Premios de la Academia Internacional de Televisión Web     | Mejor Interpretación Masculina en Drama                                 | Teenagers               | Nominado  |
| 2018 | Premios Serie indie                                        | Mejor Actor Secundario - Drama                                          | Teenagers               | Nominado  |
| 2018 | Premio del Festival de Cine Alternativo AltFF              | Mejor Reparto (Compartido con el reparto)                               | Cenizas                 | Nominado  |
| 2018 | Premio de Estreno, del Festival de Filmes Cortos de Canadá | Mejor Comedia (Compartido con el director y los productores ejecutivos) | Inside the Actor's Cult | Ganador   |
| 2018 | Premio de Estreno, del Festival de Filmes Cortos de Canadá | Mejor Escritor (Compartido con Dalmar Abuzeid)                          | Inside the Actor's Cult | Ganador   |

## Filantropía
Ha hecho caridad yendo a misiones de la compañía ME to WE para construir escuelas en países como Kenia (2007) o India (2010), donde viajó con compañeros de Degrassi. También en 2008 viajó a Ecuador para hacer cuadros de caridad.